# هاینریش چولبه
هاینریش آدام فریدریش چولبه (به آلمانی: Heinrich Adam Friedrich Czolbe) (زاده ۳۰ دسامبر ۱۸۱۹، در کاتسکه در دانتسیش (هم‌اکنون، دهکده ای از Kaczki) - ۱۹ فوریه ۱۸۷۳، کونیگسبرگ) یک پزشک و فیلسوف ماتریالیست آلمانی بود.

## آثار ادبی
- تصویری جدید از حس گرایی، ۱۸۵۵
- ظهور خودآگاهی پاسخی به پروفسور لوتزه، لایپزیگ ۱۸۵۶
- محدودیت‌ها و خاستگاه دانش بشری، ۱۸۶۵